# Charles Caudrelier
Charles Caudrelier (Parijs, 26 februari 1974) is een Franse zeiler. Hij won onder meer de Volvo Ocean Race 2011-2012.
Caudrelier's eerste grote zeilwedstrijd was de Tour de France a la Voile in 1998. Hij nam deel aan de Solitaire du Figaro in 1999, die hij op de negende positie in het eindklassement en als beste 'rookie' afsloot. In 2001 won hij met Gildas Morvan de eerste editie van de Trophée BPE, en ook de Ronde van Bretagne. Tevens behaalde hij in dat jaar een vijfde plaats in de Solitaire du Figaro. In 2004 won hij de Solitaire du Figaro. Tussen 2004 en 2007 voer Caudrelier in diverse internationale zeilwedstrijden en -competities voor het bekende Franse zeilteam Banque Populaire.
In 2007 begon hij wedstrijden te varen op het zeiljacht Safran samen met Marc Guillemot. Ze behaalden de overwinning in de Transat Jacques Vabre in 2009. In 2011 en 2012 voer hij als wachtleider en trimmer mee op het Franse jacht Groupama 4 van schipper Franck Cammas in de Volvo Ocean Race. Het team won deze wedstrijd. Zijn tweede overwinning in de Transat Jacques Vabre volgde in 2013, met landgenoot Sébastian Josse op Edmond de Rothschild. 
Begin 2014 werd hij benoemd tot schipper van Dongfeng Race Team, het Chinese zeilteam dat deelnam aan de Volvo Ocean Race 2014-2015. Hij won twee etappes met zijn team en eindigde als derde in het eindklassement. Daarna heeft hij in de volgende Volvo ocean race met zijn team (nog steeds dongfeng) gewonnen.
Caudrelier is opgeleid tot koopvaardij-officier. Hij is getrouwd, en heeft een zoon en een dochter.

## Palmares
- 2001 - Trophée BPE, winst
- 2001 - Ronde van Bretagne, winst
- 2004 - Solitaire du Figaro, winst
- 2009 - Transat Jacques Vabre, winst
- 2011/12 - Volvo Ocean Race, winst
- 2013 - Transat Jacques Vabre, winst
- 2014/15 - Volvo Ocean Race, 3e
- 2017/18 - Volvo Ocean Race, winst